# Народний Байрактар
Народний Байрактар — проєкт зі збору коштів для покупки трьох безпілотників Bayraktar TB2 для потреб Збройних сил України, що був ініційований БФ Сергія Притули і блогером Ігорем Лаченковим. Проєкт стартував 22 червня 2022 року у день народження Сергія Притули. Його метою було назбирати 500 млн грн для покупки трьох Байрактарів протягом 7 днів. Проте 24 червня стало відомо, що загальна сума зборів склала 600 млн грн, і за ці гроші буде придбано 4 Байрактари. Після того як виробник безпілотників Baykar вирішив надати три безпілотники безкоштовно, зібрані раніше гроші були витрачені на купівлю супутника ICEYE та підписки на рік на отримання знімків сузір'я супутників компанії.
Подібні збори відбувались і в інших країнах: Литва, Польща, Україна тощо. Станом на 22 вересня 2022 року, було зібрано кошти на 8 літальних апаратів, 7 з яких уже доставлені в Україну та використовуються на фронті.

## Передісторія

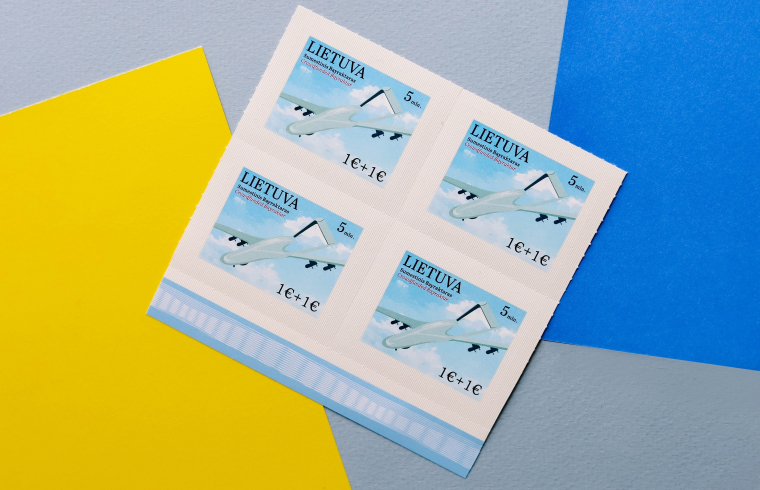
Марки із зображенням БПЛА Bayraktar від Пошти Литви в честь литовського краудфандингу

### Збір коштів у Литві
Вперше збір коштів на Bayraktar для Збройних сил України відбувся у Литві. Його оголосив 25 травня литовський телеведучий Андрюс Тапінас. Ця ініціатива отримала схвалення від оборонних відомств Литви і Туреччини. Литовці зібрали на цю покупку понад 5 мільйонів євро за три дні. 2 червня стало відомо, що виробник ударних безпілотників, компанія Baykar, подарує Литві Bayraktar TB2, який вона планувала купити для Збройних сил України. Міністр оборони Литви Арвідас Анушаускас підкреслив, що на зібрані гроші Литва купить необхідні боєприпаси для ударного безпілотника. Безпілотник отримав назву Vanagas — «яструб» у перекладі з литовської.
9 червня Литовська пошта розпочала продаж марки із зображенням БПЛА Bayraktar, на який жителі країни збирали кошти. Половина коштів за покупку марки надходить на рахунки благодійного фонду «Синьо/жовтий» (лит. Mėlyna ir geltona) на гуманітарну допомогу Україні.
12 червня стало відомо, що 0.66 млн євро витрачено на дрони EOS C VTOL, 13 червня про те, що 1.5 млн євро — на антидронові комплекси EDM4S Sky Wiper.
4 липня Міністерство оборони Литви повідомило про те, що безпілотник прибув до країни, 9 липня він прибув до України.
22 серпня міністр оборони Арвідас Анушаускас опублікував відео роботи дрона.

## Збір коштів

### Хід зборів
О 9 ранку 22 червня, на свій день народження, телеведучий, громадський діяч Сергій Притула та блогер Ігор Лаченков оголосили про всеукраїнський збір коштів на байрактари. За його словами, проєкт «Народний Байрактар» готувався близько місяця.
За перший день було зібрано близько 300 млн грн. На третій день збору коштів запланована сума 500 млн була повністю зібрана та перевиконана. За словами Сергія Притули, станом на вечір 24 червня було зібрано понад 600 млн грн, що дозволило б замовити 4 Байрактари, замість трьох. Загалом було зібрано 602,009,910.58 грн.
Одне з гасел збору коштів стала фраза: кожні 6 гривень важливі.

### Реакція
Сергій Притула, після успішного закриття проєкту подякував усім такими словами:
|  | Я дякую усім хто долучився до проекту "Народний Байрактар"!!! Це дійсно був проект, який об‘єднав усіх незалежно від віку, гендеру чи віросповідання! Люблю Вас усіх і пишаюсь, що дихаю з Вами одним повітрям! |

Ігор Лаченков так прокоментував успішний збір коштів:
|  | Це – історична подія. Українці зможуть зібрати на пряме, невідворотне і жорстоке смаження орків. Такого сучасна історія ще не зазнавала. |

Також завершення збору коштів прокоментував радник керівника Офісу президента України Михайло Подоляк:
|  | Усього за три дні Андрюс Тапінас і народ Литви зібрали €6 млн на Bayraktar для України. Фонд Сергія Притули та український народ повторили челендж і куплять ще чотири "пташки". Ми переможемо, бо за нами – справжні люди з усього світу. За РФ ж немає нічого, крім мороку й порожнечі. |

Про непересічний збір коштів на бойові дрони активно писали міжнародні ЗМІ, такі як Yahoo, Sky News, Politico, TRhaber, тощо.

### Результати
Після завершення збору коштів, виробник безпілотників Baykar заявив, що відправить Україні три дрони, на які зібрали гроші українці, безкоштовно.
|  | Компанія Baykar не прийматиме оплату за TB2 і безкоштовно відправить 3 БПЛА на український фронт. Ми просимо натомість зібрані кошти спрямувати на допомогу в боротьбі народу України. Ми зворушені цією солідарністю та рішучістю перед обличчям, здавалося, нездоланних викликів. |

Між Благодійним фондом Сергія Притули та Міністерством оборони України велись переговори щодо використання зібраних коштів на потреби Збройних сил України.
1 липня стало відомо, що турецький виробник Baykar уже завершує підготовку до відправлення трьох БПЛА Bayraktar до України в рамках проєкту «Народний Байрактар».
18 серпня 2022 року Сергій Притула повідомив, що гроші зібрані в рамках акції було витрачено на придбання одного супутника та доступу до бази даних супутникових знімків компанії ICEYE для потреб сектору оборони України.
6 вересня безпілотники з Туреччини було доставлено до України.

## Інші збори на Bayraktar TB2

### Польща
28 червня 2022 року, слідом за Литвою та Україною, збір коштів на Bayraktar запустили у Польщі, ініціатором якого є польський журналіст Славомір Сераковський. Збір на платформі zrzutka.pl коштів тривав 30 днів. 24 липня було зібрано повну суму — 22 500 000 злотих, а всього до кінця акції зібрали 24 827 600 злотих. 28 липня компанія Baykar Makina повідомила, що передасть і цей (п'ятий за порядком) безпілотник безкоштовно.

### Норвегія
18 липня 2022 року збір стартував також і в Норвегії з наміром зібрати 55 млн крон (5.5 млн USD). Було анонсовано, що перші 1000 благодійників, які пожертвують понад 250 крон (25 доларів), допоможуть визначитись із назвою для ударного безпілотника.

### Канада
19 липня 2022 року збір коштів на БПЛА розпочала громадська організація UHelpUkraine з наміром зібрати 7 млн канадських доларів (5.4 млн USD), збір було заплановано завершити до Дня незалежності України 24 серпня 2022.

### «Повернись живим»
26 липня 2022 року голова українського фонду компетентної допомоги армії «Повернись живим», Тарас Чмут, несподівано для українців, повідомив про успішно реалізовану угоду з компанією Baykar Makina щодо придбання комплексу (що складається з трьох літальних апаратів, засобів керування, боєприпасів, запчастин та іншого обладнання) для ГУР МО. Угода вартістю 16 502 450 USD є безпрецедентною для світової та української благодійності.

### Латвія
16 серпня 2022 року на латвійській платформі Ziedot.lv з'явився збір на дрон для України з метою зібрати 5 млн євро. Станом на 22 вересня 2022 року було зібрано 0.9 млн євро. У зв'язку з кількістю зібраних грошей та ситуацією на фронті було вирішено витратити зібрані кошти на 15 комплексів (по три дрони в комплексі) латвійського виробництва Atlas PRO та 15 автомобілів.

### Роман Зозуля
20 серпня 2022 року український форвард, гравець іспанського  клубу «Фуенлабрада», Роман Зозуля разом з колегами оголосив про початок збору коштів для придбання БПЛА Bayraktar TB2 для Збройних Сил України. Ініціативу підтримала українська діаспора та посольство України в Іспанії.

## Галерея

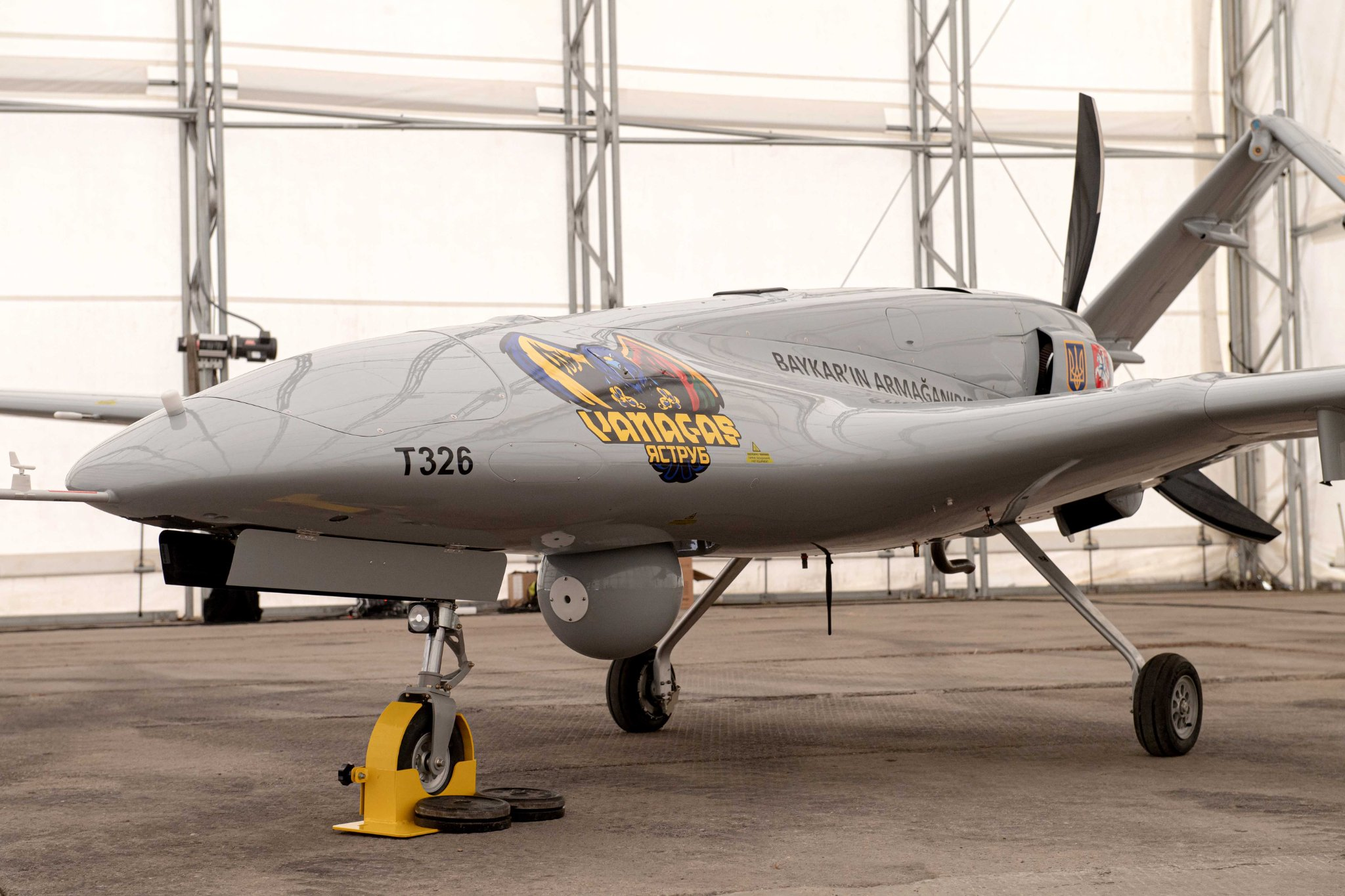
Литовський Vanagas